# 岳阳 (演员)
岳阳（1938年—），原名鲁湘生，前台灣男演员、导演，出生于湖南。

## 簡歷
父亲曾经是国軍将领。10岁时随家人赴台湾。
年轻时曾立志学习法律外交，但囿于“A级管制”，不得不弃政从艺。遂考入台北戏剧专科学校（今國立臺灣戲曲學院）。毕业后成为话剧演员，后步入影坛。1973年，与归亚蕾主演的《三朵花》引起轰动。1980年，以電視劇《英雄榜》获得金鐘獎最佳男演员奖。80年代以后，开始从事导演。
1980年代，台灣電影圈鬼片當道，岳陽在此類電影中時常扮演被女鬼報復的負心漢角色，演技生動傑出。
1986年回归中國，並被當時的國民黨政府名列「附匪藝人」之林。1987年，经民革中央主席屈武、副主席裴昌会介绍加入民革。先后任民革北京市委第九、十、十一届委员会常务委员；民革第七、八、九中央委员会委员。中国和平统一促进会理事。

## 演出作品
在台灣主演和参演的电影达150余部。其主要作品有：
| | |
| 1960年～1973年 - 1967年： - 红姑 - 虎父虎子 - 我还是永远爱著你 - 1968年： - 飞燕女侠 - 一寸相思未了情 - 1969年： - 雪娘 - 1970年： - 鬼狐外传 - 三朵花 - 金叶子 - 寇三娘 - 行行出状元 - 太太回娘家 - 1971年： - 吉屋招租 - 老爷酒店 - 新罗生门 - 看你风流不风流 - 双双对对 - 寻母十七年 - 香港客游台湾 - 长江一号 - 最短的婚礼 - 四海一家 - 1972年： - 星期天不放假 - 无价之宝 - 为你心碎 - 识途老马 - 唐山五兄弟 - 喜从天上来 | 1973年～至今 - 1973年： - 糊涂大将军 - 爱在心坎里 - 飞天神童 - 1974年： - 刁蛮斗风骚 - 秋灯夜雨 - 一寸法师 - 1975年： - 鬼屋艳遇 - 枫红层层 - 烟雨 - 少女的祈祷 - 1976年： - 梅花 - 鬼狐 - 月牙兒 - 神州英豪（电视剧） - 1977年： - 变色的太阳 - 圣剑风云 - 残灯幽靈三更天 - 殘月陰風吹古樓 - 红颜情绝女幽灵 - 1978年： - 血夜花 - 姑妈的法术 - 鲤鱼跃龙门 - 张天师捉妖 - 新安平追想曲 - 十二生肖大战十二星座 - 1979年： - 城隍爷 - 古厝夜語 - 九哥遇鬼记 - 1980年： - 苦海女神龙 - 妈祖收妖 - 1981年： - 第三把飞刀 |

## 外部連結
- 岳阳在香港影庫上的簡介